# Туоба Шъидзиен
Туоба Шъидзиен (на китайски: 拓跋什翼犍; на пинин: Tuòbá Shíyìjiàn) е последният княз на Дай, управлявал от 338 до 376 година.
Той е син на владетеля на Дай Туоба Юлю от сиенбейския род Туоба. През 338 година наследява по-големия си брат Туоба Ихуай. През 376 година Дай е завладяно от Ранна Цин и Туоба Шъидзиен е убит. Десет години по-късно неговият внук Туоба Гуей основава империята Северна Уей.